# Common Gateway Interface
Common Gateway Interface (eller CGI) er en Internetteknologi der gør det muligt for en bruger af en webbrowser at kommunikere med serveren på en sådan måde, at brugeren kan anmode serveren om at udføre et computerprogram. Denne slags programmer der kører på serveren kaldes CGI-programmer eller CGI-scripts. CGI-programmer kan skrives i en lang række programmeringssprog, men de mest populære til CGI-udvikling er Perl og C. CGI-scripts benyttes som regel til at beskrive CGI-programmer skrevet i Perl, da Perl som regel er et fortolket sprog, hvor kildekoden er placeret direkte på serveren og programmet afvikles uden først at være blevet oversat, eller som det teknisk hedder, kompileret.